# راسب (تحليل مركب)

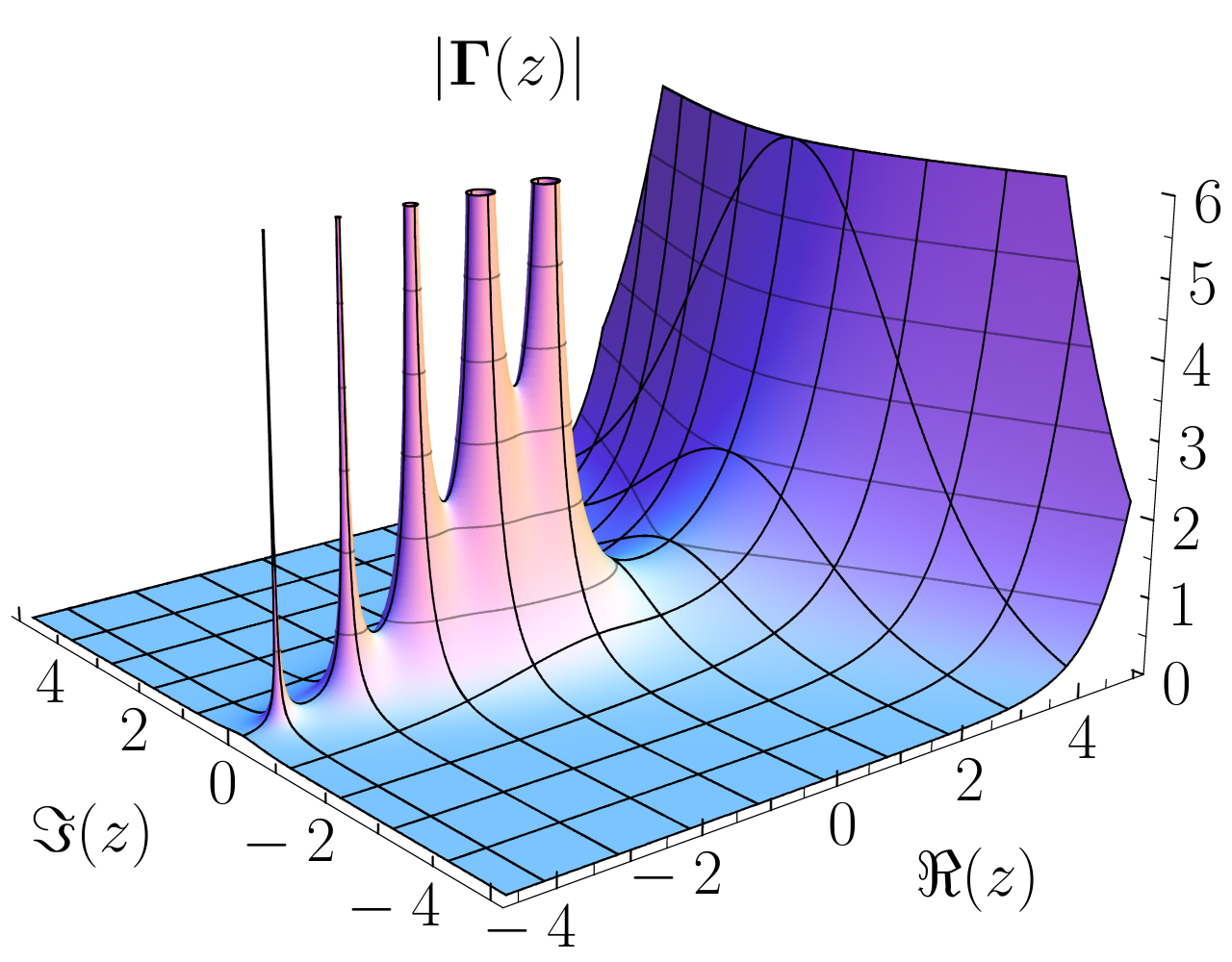

في الرياضيات وبالتحديد في التحليل العقدي، الراسب (بالإنجليزية: Residue)‏ هو عدد عقدي متناسب مع التكامل الخطي لدالة جزئية الشكل عبر مسار يضم واحدا من خصوصيات هذه الدالة. (بشكل عام، يمكن أن تحسب البقايا من أجل أي دالة {\displaystyle f:\mathbb {C} \setminus \{a_{k}\}_{k}\rightarrow \mathbb {C} } تامة الشكل...) .انظر إلى مبرهنة الراسب.

## حساب الراسب

### الأقطاب البسيطة
في قطب بسيط c لدالة f، الراسب هو
{\displaystyle \operatorname {Res} (f,c)=\lim _{z\to c}(z-c)f(z).}